# In medias res
In medias res (latim para "no meio das coisas") é uma técnica literária em que a narrativa começa no meio da história, em vez de no início (ab ovo ou ab initio). As personagens, cenários e conflitos são frequentemente introduzidos através de uma série de analepses ou através de personagens que discorrem entre si sobre eventos passados. Obras clássicas tais como a Eneida de Virgílio, a Odisseia de Homero ou a obra renascentista Os Lusíadas de Luís de Camões começam no meio da história.
Os termos in medias res e ab ovo (literalmente "desde o ovo") provém das linhas 147–148 da Ars Poetica do poeta romano Horácio, onde ele descreve seu poeta épico ideal:
Nem deve ele começar a Guerra de Troia a partir do ovo duplo,
mas sempre adiantar-se na ação e agarrar o ouvinte no meio das coisas…
O "ovo duplo" é uma referência à origem da Guerra de Troia com o nascimento mítico de Helena e Clitemnestra de um ovo posto pela mãe de ambas, Leda, depois que esta foi violentada por Zeus sob a forma de um cisne.
Este método narrativo tem provado ser muito popular através das eras, incluindo seu uso frequente na literatura modernista (por exemplo, em Heart of Darkness de Joseph Conrad e The Good Soldier de Ford Madox Ford). Esta técnica também pode ser vista no cinema, em Pulp Fiction de Quentin Tarantino, Goodfellas de Martin Scorsese, The Passion of the Christ de Mel Gibson, Devil's Advocate de Taylor Hackford, no Star Wars original de George Lucas e no filme sul-coreano Oldboy.